# Y Wladfa
Y Wladfa (pronúncia galesa: [ə ˈwladva], "A Colónia") ou Y Wladychfa Gymreig (pronúncia galesa: [ə wlaˈdəχva ɡəmˈreiɡ], "O Assentamento Galês") refere-se à área da Patagônia argentina, constituída por uma série de povoações fundadas por colonos galeses no século XIX, que em 1955 se tornaram parte da actual província argentina do Chubut.
A comunidade galês-argentina está hoje em dia concentrada nas localidades de Puerto Madryn, Trelew, Trevelin e Gaiman.

## História
A ideia de uma colónia galesa na América do Sul foi sugerida pela primeira vez na década de 1840 por Michael Daniel Jones, um pregador nacionalista galês. Jones tinha observado que os imigrantes galeses nos Estados Unidos tinham assimilado e perdido a sua identidade galesa com relativa rapidez, pelo que a sua ideia era criar uma colónia galesa longe da influência da língua inglesa. A Patagónia foi escolhida como o lugar mais apropriado para a colónia, devido ao seu isolamento e ao facto de o governo argentino ter oferecido 100 milhas quadradas (260 km²) de terra ao longo do rio Chubut em troca da colonização da terra para a Argentina.
Em 1862, o Capitão Love Jones-Parry e Lewis Jones deixaram o País de Gales para a Patagónia para decidir se era uma área adequada para criar uma colónia galesa. No navio Candelaria, foram levados por uma tempestade para uma baía a que deram o nome de Porth Madryn (agora a cidade de Puerto Madryn) em homenagem à propriedade de Jones-Parry no País de Gales. Quando regressaram ao País de Gales, relataram que a área era adequada para colonização, e um manual de divulgação do esquema foi distribuído por todo o Gales para encorajar os colonos a emigrar.
A 28 de Julho de 1865, 160 colonos, na sua maioria do sul do País de Gales, chegaram em Puerto Madryn no navio Mimosa. Contudo, quando chegaram, eles descobriram que as atracções da zona tinham sido exageradas, e que a colónia estava num semi-deserto árido com pouca comida e escassa água potável. Nestas difíceis condições climáticas, os colonos sofreram mortes e falhas nas colheitas. Os colonos também estabeleceram contacto com os Tehuelches locais, mas as suas relações iniciais baseavam-se em suspeitas e violência.
A colónia atingiu um ponto de viragem quando um dos colonos, Aaron Jenkins, descobriu que as terras à volta do rio Chubut se tornavam férteis quando regadas. Ele estabeleceu pela primeira vez na Argentina um sistema de canais de irrigação, que criou terras em ambos os lados do rio Chubut capazes de cultivar grandes quantidades de trigo. As relações com os Tehuelches também melhoraram. Em 1874, a segunda cidade da colónia, Gaiman, foi fundada nas margens do rio.
A fortuna da colónia continuou a melhorar, tendo sido construída em 1888 uma ferrovia (o Ferrocarril Central del Chubut) que ligava o Vale do Chubut a Puerto Madryn. À medida que a população crescia e os colonos avançavam para o interior da Patagónia, as cidades de Esquel e Trevelin foram fundadas em 1888. No final do século XIX, cerca de 4000 pessoas de ascendência galesa viviam no Chubut.
Após a Primeira Guerra Mundial, houve relativamente pouco contacto entre o País de Gales e Y Wladfa durante muitos anos, e o galês tornou-se uma língua minoritária à medida que outros grupos de imigrantes cresciam. Contudo, um grande número de pessoas do País de Gales visitou-o em 1965 para comemorar o centenário da fundação da colónia. As relações deterioraram-se durante a Guerra das Malvinas de 1982, onde os falantes de galês lutaram de ambos os lados, alguns do País de Gales e outros de Y Wladfa. Nos anos seguintes, foram restabelecidos laços estreitos entre o País de Gales e Y Wladfa.
Em 1995, Diana, Princesa de Gales visitou Y Wladfa. Em 2015, celebrou-se o 150º aniversário da colónia, com a presença do Primeiro Ministro do País de Gales, a geminação de Trelew com Caernarfon e Rawson com Blaenau Ffestiniog, e foram oferecidas aulas gratuitas de língua galesa aos habitantes de Trelew. Os laços mútuos entre o País de Gales e Y Wladfa são agora mais fortes do que nunca.

## Língua galesa
Embora a colónia tenha sido fundada com o objectivo de proteger a língua e a cultura galesas, ao longo dos anos o uso do galês diminuiu, pelo que é hoje em dia uma língua minoritária. No entanto, desde o centenário da fundação da colónia em 1965, o interesse pela língua galesa foi reavivado.
Nos anos 1980, professores voluntários do País de Gales começaram a chegar, e institutos de ensino da língua galesa foram criados em Esquel e Trevelin em 1996. Em 1997, o Welsh Language Project foi estabelecido para promover e desenvolver o galês na Patagónia. Em 2015, havia 1220 pessoas a realizar cursos de língua galesa na Patagónia. Existem hoje três escolas bilingues galês-espanholas no Chubut.
Estima-se que em 2014 cerca de 5000 pessoas falavam galês na Patagónia.

## Cultura
O Eisteddfod do Chubut, um festival tradicional da cultura e arte galesas, realiza-se em Y Wladfa desde 1875. Esta tradição baseia-se no Eisteddfod nacional do País de Gales, e engloba literatura, poesia e canto coral em língua galesa.
A religião era uma parte importante da vida dos colonos galeses originais na Patagónia. Muitos dos colonos originais praticavam o protestantismo, o anglicanismo e o presbiterianismo. As capelas foram construídas pelos colonos galeses em todo o Vale do Chubut, e actualmente existem 16 capelas que constituem parte do legado histórico da colonização galesa na região.
Y Wladfa tem produzido um rico corpo de literatura. Os principais escritores da colónia incluem Eluned Morgan, autor de vários livros, incluindo Into the Andes (em galês: Dringo'r Andes) em 1904, e R. Bryn Williams, que escreveu Memorias de la Patagonia em 1980. Em 2005, Sian Eirian Rees Davies ganhou o Prémio Memorial Daniel Owen com I Fyd Sy Well, um romance histórico sobre as origens da colónia galesa na Patagónia.
O filme Patagonia foi lançado em 2010, que tratava da colonização galesa na Patagónia, e foi seleccionado como o filme britânico para Melhor Filme em Língua Estrangeira no 84º Academy Awards.
Em termos de gastronomia, a cozinha tradicional galesa que os colonos originais trouxeram consigo foi modificada como resultado da influência de outros grupos de imigrantes, bem como da falta de ingredientes. No entanto, o Cacen ddu (torta negra galesa), um pão doce e preto típico do País de Gales, é particularmente notável. Além disso, existe ainda uma forte tradição de chá galês, que remonta aos tempos coloniais, quando as famílias se reúnem para beber chá e comer pão caseiro, manteiga, queijo, compotas, bolos e scones. Cada 28 de Julho, o chá galês é servido em capelas e casas de chá através de Y Wladfa para celebrar a chegada dos primeiros colonos galeses.

## Habitantes famosos
- Lewis Jones (fundador da colónia e do caminho-de-ferro)
- Aaron Jenkins (inventor do sistema de canais de irrigação)
- Eluned Morgan (autora)
- Richard Bryn Williams (escritor, poeta, historiador)